# کریستوف ماری
کریستوف ماری (به فرانسوی: Christophe Maris) روزنامه‌نگار و نویسنده قرن بیستم میلادی اهل فرانسه است.